# Barrayar (pianeta)
Barrayar è un immaginario pianeta descritto nel Ciclo dei Vor, una serie di racconti e romanzi di fantascienza della scrittrice statunitense Lois McMaster Bujold, comprendente l'omonimo romanzo del 1991.
La sua capitale è Vorbarr Sultana.
Il pianeta Barrayar di per sé ha una popolazione molto ridotta rispetto a molti altri pianeti dell'universo.
L'economia è debole rispetto agli standard di molti altri pianeti e si basa principalmente sull'agricoltura. La valuta ufficiale è il Marco Imperiale Barrayano.
Barrayar è il pianeta-capitale dell'Impero Barrayano. Il sistema di governo consiste prevalentemente di leggi tramandate oralmente, ed è ampiamente basato sull'importanza del principio del giuramento. È guidato da un imperatore, che detiene il potere supremo e assoluto. Vi è anche un organo legislativo noto come il Consiglio dei Conti, che controlla in gran parte i flussi di denaro nell'Impero barrayano. Ciascun membro dei 60 componenti il Consiglio dei Conti controlla un Distretto, ovvero un territorio planetario di vaste dimensioni. Ad esempio, il Conte Vorkosigan controlla il Distretto di Vorkosigan.

## Geografia
Barrayar è un pianeta di tipo terrestre, ma la sua vegetazione indigena non è commestibile per la specie umana e per le specie viventi sulla Terra: per l'insediamento dei coloni fu necessaria la terraformazione.  Il Pianeta possiede diversi continenti, isole e oceani. Poiché vi sono aree con clima di tipo artico e zone temperate soggette a precipitazioni nevose invernali, ne deriva che vi siano anche terre emerse al di sotto delle calotte polari. La varietà geografica è simile a quella terrestre, con pianure, montagne, paludi, fiumi e vallate.

## Cultura
Barrayar ha una cultura di tipo feudale, la cui casta dominante, i Vor, è guidata da un imperatore e sessanta Conti, ciascuno dei quali governa un Distretto (su Barrayar il titolo di "Conte" deriva da contabile, in quanto i primi Conti erano esattori delle imposte). I Conti e i loro vassalli hanno doveri reciproci e obblighi l'uno verso l'altro. I membri della casta dominante hanno tutti il prefisso "Vor" prima del cognome originario. I cognomi originari erano in gran parte russi (di conseguenza i cognomi così generati ricordano per certi versi l'uso del prefisso "Von" per la casta degli Junker in Prussia nel XIX secolo).
Nel suo complesso, l'ambientazione non è troppo dissimile dall'era Meiji, in particolare in quanto Barrayar rimase isolata dal resto della galassia conosciuta per parecchi secoli, involvendo ad un livello tecnologico quasi medievale. La modernizzazione procede in fretta al tempo in cui è ambientato il ciclo dei Vor, ma al prezzo di un vero e proprio shock culturale.  Mentre le città evidenziano un profilo di tipo moderno, molti territori rurali presentano condizioni ancora simili a quelle dell'era dell'isolamento.

## Gruppi etnici
Vi sono quattro gruppi etnici principali su Barrayar, discendenti da ceppi di lingua greca, russa, francese e inglese, cui presumibilmente appartenevano i primi coloni insediatisi sul pianeta.

## Storia
Al tempo del ciclo dei Vor, non molto è noto della storia di Barrayar. Poco tempo dopo l'arrivo dei primi coloni, il passaggio spaziale attraverso il quale il pianeta era stato raggiunto si richiuse, isolandolo dal resto della galassia. L'era dell'isolamento comprende un periodo di circa duecento anni che va dal momento in cui il corridoio di transito, che aveva permesso l'inizio della colonizzazione del pianeta, si chiude fino a quando il pianeta viene riscoperto attraverso un nuovo corridoio che si diparte da Komarr.
Durante questo periodo la civiltà su Barrayar regredisce fino ad un livello medievale con l'instaurarsi di un regime feudale. Il potere viene preso da un imperatore e dai suoi conti; questi ultimi inizialmente esattori delle tasse per conto dell'imperatore diventano in seguito i suoi vassalli incaricati di governare sui vari distretti in cui si divide il pianeta. Si ha anche l'affermarsi di una nobiltà guerriera, i Vor, di cui fanno parte i conti e tutti i militari. Questa struttura politica resiste anche dopo la riscoperta del pianeta anche se viene lentamente modificata dall'influsso della civiltà galattica.
Un altro effetto dell'isolamento dalla civiltà galattica è la comparsa di numerose mutazioni dovute probabilmente al ridotto pool genetico dei coloni. A queste in mancanza di una tecnologia medica si pone rimedio tramite la pratica dell'infanticidio. Questa proseguirà nelle regioni più arretrate del pianeta anche dopo il ricongiungimento alla civiltà galattica. Un altro effetto di tale pratica sarà un viscerale odio dei barrayarani nei confronti delle mutazioni anche quando queste non sono accidentali ma frutto dell'ingegneria genetica.
Durante l'era dell'isolamento vi furono frequenti guerre fra le varie fazioni Vor, fino al momento in cui l'imperatore Dorca il Giusto riuscì a unificare Barrayar sotto la sua egida. Furono questi secoli di lotta a rendere la cultura di Barrayar così pregna di militarismo, oltre all'invasione da parte del sistema di Cetaganda, che avvenne circa venti anni dopo la fine dell'era dell'isolamento. Durante il periodo dell'occupazione, che fu circa di altri vent'anni, circa cinque milioni di barrayani persero la vita. In seguito alla sconfitta dei cetagandani, Barrayar era determinata ad evitare che simili eventi potessero ripetersi, e conquistò così Komarr, il pianeta che controllava il solo passaggio spaziale che consente l'accesso a Barrayar; la popolazione di Komarr aveva infatti venduto ai Cetagandani l'accesso alla flotta di invasione che aveva conquistato Barrayar. Questi eventi conferirono a Barrayar una reputazione militaristica nota in tutto il resto della galassia civilizzata, similmente alla Prussia o il Giappone pre-1945.

## Località importanti

### Vorbarr Sultana
La capitale del pianeta Barrayar e del suo impero. Presumibilmente è anche capitale del Distretto di Vorbarra. È la sede di un importante accordo interno alla casta dei Vor. Ciascun Conte mantiene infatti una propria residenza nella città, che è anche la sede dove l'imperatore normalmente risiede. Fu occupata dalla famiglia Vorkosigan durante il periodo della reggenza, che si svolse fra la morte dell'imperatore Ezar Vorbarra, e l'inizio dell'era dell'imperatore Gregor Vorbarra, suo nipote in linea diretta.

#### Residenza imperiale
È il palazzo in cui risiede ufficialmente l'imperatore nella città di Vorbarr Sultana. La sua architettura è estremamente moderna in alcune parti, mentre palesemente più antica in altre, questo a causa della successione dei vari imperatori, ciascuno dei quali ordinò la costruzione di nuove ali e nuove sale. La Residenza Imperiale contiene una sala da ballo centrale, stalle, gli appartamenti imperiali, un ampio giardino di corte, e un sistema di tunnel sotterranei segreti, alcuni dei quali collegati alla rete fognaria. I tunnel sotterranei erano progettati come via di fuga qualora l'edificio venisse attaccato dall'esterno. Durante la guerra civile che scoppiò durante il periodo della reggenza, i tunnel risultarono determinanti per permettere la vittoria finale del reggente Aral Vorkosigan su Vidal Vordarian. Fu durante questa breve guerra che parte degli appartamenti imperiali vennero distrutti dall'incendio scoppiato durante la fuga di Cordelia Naismith dal palazzo. 

#### Casa Vorkosigan
È la residenza ufficiale della famiglia Vorkosigan in città. È in pratica la residenza in cui i Vorkosigan, più impegnati nella politica dell'Impero che del Distretto, trascorrono la maggior parte del loro tempo. Si tratta di una grande residenza in pietra, situata vicino all'Università di Vorbarr Sultana.

#### Castello di Vorhartung
Luogo in cui avvengono le riunioni del Consiglio dei Conti, in quanto organo legislativo principale su Barrayar. È anche sede delle cerimonie ufficiali riguardanti le personalità più importanti. Vi si tiene, ad esempio, la cerimonia funebre in onore del conte Piotr Vorkosigan, padre di Aral, dopo la fine del periodo della reggenza, come narrato nel romanzo L'apprendista ammiraglio. Nello stesso romanzo è descritto un altro celebre episodio che si svolge nel castello, ovvero il processo, iniziato in contumacia, a Miles Vorkosigan, accusato di alto tradimento dagli avversari politici di suo padre, Aral Vorkosigan.

#### Quartier generale della Sicurezza Imperiale
È situato al centro di Vorbarr Sultana. Il progetto fu di un architetto paranoico e maniacale incaricato dall'Imperatore Pazzo Yuri. Si tratta di una serie di brutti edifici costruiti prevalentemente in una sostanza simile al cemento. Nonostante la sua bruttezza evidente, si tratta di una costruzione efficiente e sicura. Nel romanzo Memory si descrive come sia dotata di sistemi di filtrazione dell'aria di qualità pari o superiore a quelli di una nave spaziale, e rifornimenti continui di acqua e cibo.

#### Caravanserraglio
Nelle vicinanze del centro della parte antica di Vorbarr Sultana, questo quartiere era inizialmente un luogo malfamato e degradato, privo di servizi come l'acqua corrente e l'energia elettrica, le cui principali attrattive risiedevano nelle taverne e nei bordelli. Nel corso del tempo, grazie in particolare all'impegno di Cordelia Naismith, ha subito molti interventi migliorativi e ristrutturazioni.

### Vorkosigan Surleau
Vorkosigan Surleau è un piccolo paese affacciato su un lago nel Distretto di Vorkosigan. Vi si trova la residenza estiva dei Vorkosigan, loro residenza principale quando capita loro di trovarsi nel Distretto. In origine, casa Vorkosigan era formata dalle caserme attorno al castello di Vorkosigan Vashnoi, che fu espugnato dall'esercito di Cetaganda durante la prima guerra cetagandana. Durante l'assedio nessuno era sopravvissuto.